# Prognathodon
Prognathodon és un gènere de sauròpsids (rèptils) escatosos de la família dels mosasàurids que visqueren en el Cretaci superior.

## Taxonomia
- Prognathodon currii
- Prognathodon giganteus Dollo, 1904
- Prognathodon kianda (Schulp et al., 2008)
- Prognathodon overtoni (Williston, 1897)
- Prognathodon rapax (Hay, 1902)
- Prognathodon saturator
- Prognathodon solvayi Dollo, 1889 (espècie tipus)
- Prognathodon stadtmani Kass, 1999
- Prognathodon waiparaensis Gregg & Welles, 1971